# Congreso Nepalí
El Congreso Nepalí (en nepalí:नेपाली काँग्रेस) es el partido político más grande de Nepal.Fundado en 1947 bajo la influencia del movimiento socialista de la India, es el primer partido socialdemócrata de Nepal, ganando las elecciones de 1959. Pese a lo anterior, el golpe de Estado de 1960 dejó al líder de esta organización en prisión, y a varios prominentes seguidores en el exilio en la India. Es miembro de la Internacional Socialista.
Pese a la prohibición de los partidos políticos entre 1960 y 1990 durante el sistema panchayat, la organización continuó existiendo, incluso una vez dictada la Ley de Control de Asociaciones y Organizaciones. El foco central de trabajo político era la eliminación del sistema económico feudal imperante hasta esos años, como base de la transformación social. Propuso la nacionalización de las empresas, las industrias básicas, el progresivo aumento de los impuestos territoriales, a las ganancias y a la inversión extranjera. Durante este período, el Partido apoyó la vía del alzamiento para derrocar a la monarquía. 
Sin embargo, largas décadas de hostigamiento, las defecciones, los quiebres, y las presiones pasaron la cuenta. Pese a lo anterior, en conjunto con el Partido Comunista de Nepal (Marxista-Leninista) dirigió grandes manifestaciones contra el sistema autoritario impuesto por el Gobierno del rey Mahendra, llevando a cabo protestas masivas que desembocaron en la Constitución de Nepal del año 1990, que estableció un régimen democrático abierto, parlamentario y basado en el estado de derecho.
En las últimas elecciones el 20 de noviembre de 2022, el partido se posicionó como la mayor fuerza en la Cámara de Representantes de Nepal.

## Resultados electorales

### Cámara de Representantes
| Elección | Votos     | %     | Escaños |
| -------- | --------- | ----- | ------- |
| 1959     | 666 898   | 37,2  | 74/109  |
| 1991     | 2 742 452 | 37,75 | 110/205 |
| 1994     | 2 545 287 | 33,38 | 83/205  |
| 1999     | 3 214 068 | 37,29 | 111/205 |
| 2008     | 2,348,890 | 22,79 | 110/601 |
| 2013     | 2 694 983 | 29,80 | 196/575 |
| 2017     | 3 128 389 | 32,78 | 63/275  |
| 2022     | 2 715 225 | 25,71 | 89/275  |